# Municipio de Rolla (Kansas)
El municipio de Rolla (en inglés: Rolla Township) es un municipio ubicado en el condado de Morton en el estado estadounidense de Kansas. En el año 2010 tenía una población de 590 habitantes y una densidad poblacional de 1,58 personas por km².

## Geografía
El municipio de Rolla se encuentra ubicado en las coordenadas 37°6′41″N 101°38′5″O / 37.11139, -101.63472. Según la Oficina del Censo de los Estados Unidos, el municipio tiene una superficie total de 373.12 km², de la cual 373.12 km² corresponden a tierra firme y (0%) 0 km² es agua.

## Demografía
Según el censo de 2010, había 590 personas residiendo en el municipio de Rolla. La densidad de población era de 1,58 hab./km². De los 590 habitantes, el municipio de Rolla estaba compuesto por el 85.93% blancos, el 1.02% eran afroamericanos, el 1.19% eran amerindios, el 0.34% eran asiáticos, el 0.68% eran isleños del Pacífico, el 7.97% eran de otras razas y el 2.88% pertenecían a dos o más razas. Del total de la población el 20.85% eran hispanos o latinos de cualquier raza.